# Col de Leyrisse
Le col de Leyrisse est un col routier situé dans le Massif central, dans le département français de l'Ardèche, à une altitude de 587 mètres.

## Géographie
Le col se trouve près du hameau de Leyrisse dans les monts du Vivarais sur la commune de Champis ; il est traversé par la route départementale 533 et la RD 14 y aboutit.

## Activités

### Randonnée
Le sentier de grande randonnée 42 (variante) y passe.

### Cyclisme
Il est parfois emprunté par le Critérium du Dauphiné (2018), la Classic de l'Ardèche (2018, 2021) et L'Ardéchoise.
Le col, classé en 2e catégorie, est emprunté au km 9,9 par la 1re étape du Critérium du Dauphiné 2022 entre La Voulte-sur-Rhône et Beauchastel.